# Raoul Ier de Clermont
Pour les articles homonymes, voir Raoul Ier.
Raoul Ier de Clermont dit le Roux, mort en 1191, fut comte de Clermont de 1161 à 1191.

## Biographie
Il était fils de Renaud II et de sa seconde épouse.
Il souscrivit les lettres-patentes relative à la régale de Laon, données à Paris en 1158.
Il y a lieu de croire que Raoul fut ensuite employé ailleurs qu'auprès du roi, puisqu'on trouve plusieurs lettres données en 1162 et 1163, où il est fait mention que la charge était vacante, ou qu'il était absent. Telles sont les lettres données à Paris en 1162 par Louis le Jeune en faveur des bouchers, les coutumes de Lorris octroyées à Villeneuve-le-Roi par lettres patentes de Louis VII, données à Sens en 1163 et enfin les privilèges de l'abbaye de Saint-Gilles, donnés à Étampes, en la même année. On trouve ensuite que Raoul a signé toutes les chartes et patentes de 1165 à 1189 ainsi qu'on peut le voir dans le recueil de Secousse.
Connétable de France, il accompagna Philippe Auguste pendant la Troisième croisade. Il fut tué pendant le siège de Saint-Jean-d'Acre, le 15 octobre 1191.
Il avait épousé Alix de Breteuil, morte vers 1196, fille de Valéran III, sire de Breteuil, et de Haldeburge, dame de Tartigny, et eut :
- Catherine, comtesse de Clermont, morte un 19 septembre entre 1212 et 1223, mariée en 1184 à Louis de Blois (° v. 1171 † 1205), comte de Blois et de Chartres ;
- Aélis, morte avant 1182 ;
- Mathilde, mariée au seigneur Guillaume Ier de Vierzon († 1216) ;
- Philippe de Clermont, mort entre 1182 et 1192.

Branches de la famille
- Maison de Clermont-en-Beauvaisis
- Maison de Clermont-Nesle

## Sources
- Foundation for Medieval Genealogy